# Didogobius bentuvii
Didogobius bentuvii (лат.) — вид рыб из семейства бычковых (Gobiidae). Встречается в Средиземном море у берегов Израиля. Морская субтропическая демерсальная рыба, живёт на песчаном субстрате на глубине до 37 м.